# ZIL-130
ZIL-130 a fost un camion produs de ZIL din 1964 până în 1995. Aproximativ 5 milioane de unități ale vehiculului au fost produse și vândute în întreaga lume, iar designul vehiculului a fost inspirat de Chevrolet Advance Design și de camionul GAZ-53. Vehiculul a fost în cele din urmă înlocuit de camionul ZIL-5301 care a dus la falimentul companiei, deoarece nu era foarte popular.

## Istoric
Primele prototipuri ale camionului au fost proiectate în 1958, dar camionul a fost lansat în 1964, deoarece ZIL se concentra pe producția ZIS-150 pentru piețele de export și pe producția de vehicule de lux și limuzine. Când vehiculul a fost lansat, a devenit rapid popular și în 1968 au fost produse și vândute în întreaga lume aproximativ 10.000 de unități. În 1979, camionul a primit motoare modernizate, iar camionul a primit faruri noi și frâne noi.
În 1986, ZIL a întrerupt modelul ZIS-150 pentru piețele de export pentru a se concentra pe camionul ZIL-130 mai popular și în acel an au fost vândute în întreaga lume aproximativ 300.000 de unități. Când Uniunea Sovietică a fost demontată, camionul a continuat să fie produs. În 1993, GAZ-53 a fost întreruptă, dar producția în Bulgaria a continuat până în 2019. În 1995, ZIL-130 a fost întreruptă și a fost înlocuită de camionul ZIL-5301, care nu era foarte popular și a dus la falimentul companiei.